# Comté de Lauderdale (Alabama)
Pour les articles homonymes, voir Comté de Lauderdale.
Le comté de Lauderdale est un comté  des États-Unis, situé dans l'État  de l'Alabama.

## Démographie
| 1820  | 1830   | 1840   | 1850   | 1860   | 1870   |
| ----- | ------ | ------ | ------ | ------ | ------ |
| 4 963 | 11 781 | 14 485 | 17 172 | 17 420 | 15 091 |

| 1880   | 1890   | 1900   | 1910   | 1920   | 1930   |
| ------ | ------ | ------ | ------ | ------ | ------ |
| 21 035 | 23 739 | 26 559 | 30 936 | 39 556 | 41 130 |

| 1940   | 1950   | 1960   | 1970   | 1980   | 1990   |
| ------ | ------ | ------ | ------ | ------ | ------ |
| 46 230 | 54 179 | 61 622 | 68 111 | 80 546 | 79 661 |

| 2000   | 2010   | - | - | - | - |
| ------ | ------ | - | - | - | - |
| 87 966 | 92 709 | - | - | - | - |

### Comtés limitrophes
| Comté de Hardin (Tennessee)       | Comtés de Lawrence et de Wayne (Tennessee) | Comté de Giles (Tennessee) |
| Comté de Tishomingo (Mississippi) | Comté de Lauderdale                        | Comté de Limestone         |
| Comté de Tishomingo (Mississippi) | Comté de Colbert                           | Comté de Lawrence          |